# Wimbledon Open 1964
Die Wimbledon Open 1964 im Badminton fanden im November 1964 in London statt.

## Finalergebnisse
| Disziplin    | Sieger                    | Finalist                 | Ergebnis    |
| ------------ | ------------------------- | ------------------------ | ----------- |
| Herreneinzel | Robert McCoig             | Lee Kin Tat              | 15–4, 15–11 |
| Dameneinzel  | Ursula Smith              | Angela Bairstow          | 11–1, 11–0  |
| Herrendoppel | Tony Jordan Robert McCoig | Lee Kin Tat Lee Tak Suan | 15–1, 15–1  |
| Damendoppel  |                           |                          |             |
| Mixed        |                           |                          |             |